# 福轟力浩城
福轟力 浩城（ふくごうりき ひろき、1988年3月2日 - ）は、福島県福島市出身で荒汐部屋に所属した元大相撲力士。身長181cm、体重150kg。本名は赤井 浩城（あかい ひろき）。最高位は東幕下5枚目（2014年1月場所）。学法福島高出身。得意手は突き、押し、右四つ、左四つ、寄り。好きなおでんの具はかまくらはんぺん。「前世は猫」と自称している。

## 来歴
学法福島高卒業直前となる2005年11月場所に初土俵を踏む。学法福島高は現在となっては荒汐部屋との繋がりを持つ高校であり、自身の後に若隆元や若元春、若隆景などの同校出身者（例の3人は自身と同じ福島市出身者でもある）が荒汐部屋に入門している。赤井もまた学法福島高から後続の新弟子が入ってくることを入門の動機としていた。初土俵の時点では本名で土俵に上がったが新三段目となる2006年11月場所から翌2007年5月場所まで4場所連続で休場して番付外に陥落し、新幕下となる2008年11月場所から翌2009年7月場所まで5場所連続で休場して再度番付外に陥落するなど困難が続き、みたび序ノ口へ昇進した2009年11月場所から験直しとして四股名を福轟力へと改めた。復帰以降は蒼国来と行う稽古の効果で順調に番付を戻し、2010年9月場所に再幕下の土俵に上がってからは現在まで幕下の地位を守っている。2011年4月から2013年3月まで蒼国来が協会外にあった際には部屋頭を務めることが多かった。2013年5月場所は自己最高位となる東幕下10枚目の地位で1勝6敗の大敗に終わるも同年7月場所から11月場所まで3場所連続で5勝2敗の好成績を残し、2014年1月場所の東幕下5枚目まで最高位を更新した。
だが、首の故障（頸椎を3回骨折）を抱えたまま右足首をケガし、かばった無理もたたり、膝、左足首も痛めたため以降は低迷。同年7月場所は幕下で7戦全敗、2015年5月場所は全休と振るわず、2015年9月場所以降は幕下下位から三段目が主戦場となった。低迷期について「調子を崩して相撲がバラバラになって、思い通りにならなくて低迷しました」と福轟力は後に語っている。2016年1月場所は3勝4敗と負け越し、場所後「2番くらいは引きについていけなかった」という論調で、自覚するところを語った。2017年7月場所はケガも癒え、三段目優勝と元関取候補の意地を見せた。「ここ数場所は落ち着いて平常心で、ガムシャラだけでなく考えながら」やったことで浮上のきっかけをつかんだ福轟力は、優勝に際して「この全勝を起爆剤に来場所から落ち着いて取れるようになります」とコメント。だが続く9月場所は、勝ち越しが懸る場面だと出てしまう引き癖が祟り、3勝3敗から7番相撲で負けて3勝4敗の負け越し。
2019年9月場所をもって現役引退。同月23日の本人Twitterによると、2018年8月の稽古中に負傷し胸椎ヘルニアと診断されたという。力士を続けていくことで下半身不随となる可能性が高いとドクターストップがあり、引退を決意。引退後は故郷の福島に戻り、会社員をしながら実家の桃農家で桃の生産・販売の仕事をしている。実家の蔵をホームジムに改造して減量にも励み、体重を1年半で65kg以上落としたという。

## エピソード
- 2017年7月場所では、験担ぎで2日目の1番相撲に出る前に剃って以来、場所中は髭を生やし続けていた。三段目優勝に際して報道陣が集まった時には顔中に無精ひげ。「見た目がアレですから。ひげ剃りも持ってきているんで、この後、すぐにでも剃ります」と笑顔で話し、報道陣の笑いを誘った[7]。
- 2017年7月場所の報告で、初恋の時期を聞かれると「小4です」と明かしている[13]。
- 部屋で飼われているムギという名前の猫を腹に乗せて寝ている写真をTwitterに投稿し、これが「かわいい」と大評判に。菓子を作る様子も披露してインターネット上で人気を集めていた[14]。ムギは2019年7月に体調を崩し、肺の腺癌で9月5日未明に息を引き取った[15]。福轟力は同年9月28日にInstagram(@arashio_mugistagram)を開設し、自身が持っているムギの写真を全てアップロードしている[16]。

## 主な成績
- 通算成績：250勝192敗104休（81場所）
- 各段優勝
  - 三段目優勝：1回（2017年7月場所）

| | 一月場所 初場所（東京）   | 三月場所 春場所（大阪）    | 五月場所 夏場所（東京）   | 七月場所 名古屋場所（愛知） | 九月場所 秋場所（東京） | 十一月場所 九州場所（福岡） |
| --- | ------------------------- | -------------------------- | ------------------------- | --------------------------- | ----------------------- | --------------------------- |
| 2005年 （平成17年） | x                         | x                          | x                         | x                           | x                       | （前相撲）                  |
| 2006年 （平成18年） | 東序ノ口35枚目 4–3        | 西序二段118枚目 6–1        | 東序二段37枚目 4–3        | 東序二段15枚目 3–4          | 東序二段37枚目 6–1      | 西三段目72枚目 休場 0–0–7   |
| 2007年 （平成19年） | 西序二段32枚目 休場 0–0–7 | 西序二段102枚目 休場 0–0–7 | 東序ノ口8枚目 休場 0–0–7  | （前相撲）                  | 西序ノ口37枚目 6–1      | 西序二段75枚目 6–1          |
| 2008年 （平成20年） | 西序二段3枚目 6–1         | 東三段目40枚目 2–5         | 西三段目67枚目 5–2        | 東三段目41枚目 5–2          | 西三段目13枚目 4–3      | 東幕下60枚目 休場 0–1–6     |
| 2009年 （平成21年） | 西三段目40枚目 休場 0–0–7 | 東序二段2枚目 休場 0–0–7   | 東序二段72枚目 休場 0–0–7 | 西序ノ口17枚目 休場 0–0–7   | （前相撲）              | 西序ノ口29枚目 6–1          |
| 2010年 （平成22年） | 西序二段61枚目 6–1        | 西三段目93枚目 6–1         | 西三段目34枚目 5–2        | 東三段目15枚目 5–2          | 西幕下49枚目 4–3        | 西幕下39枚目 3–4            |
| 2011年 （平成23年） | 東幕下47枚目 4–3          | 八百長問題 により中止      | 東幕下41枚目 4–3          | 東幕下22枚目 3–4            | 東幕下27枚目 2–5        | 西幕下41枚目 4–3            |
| 2012年 （平成24年） | 西幕下36枚目 3–4          | 東幕下43枚目 3–4           | 東幕下54枚目 5–2          | 東幕下35枚目 3–4            | 東幕下42枚目 6–1        | 東幕下19枚目 6–1            |
| 2013年 （平成25年） | 東幕下11枚目 3–4          | 東幕下15枚目 4–3           | 東幕下10枚目 1–6          | 西幕下33枚目 5–2            | 西幕下21枚目 5–2        | 西幕下10枚目 5–2            |
| 2014年 （平成26年） | 東幕下5枚目 2–5           | 西幕下10枚目 3–4           | 東幕下19枚目 2–5          | 東幕下34枚目 0–7            | 西三段目9枚目 5–2       | 東幕下50枚目 5–2            |
| 2015年 （平成27年） | 西幕下30枚目 5–2          | 西幕下18枚目 3–4           | 西幕下26枚目 休場 0–0–7   | 西三段目6枚目 3–4           | 東三段目21枚目 5–2      | 東幕下58枚目 4–3            |
| 2016年 （平成28年） | 東幕下48枚目 3–4          | 西幕下60枚目 2–5           | 東三段目23枚目 4–3        | 西三段目10枚目 5–2          | 西幕下49枚目 4–3        | 東幕下42枚目 3–4            |
| 2017年 （平成29年） | 西幕下49枚目 4–3          | 東幕下43枚目 3–4           | 西幕下55枚目 3–4          | 東三段目11枚目 優勝 7–0     | 東幕下12枚目 3–4        | 東幕下18枚目 2–5            |
| 2018年 （平成30年） | 東幕下33枚目 3–4          | 西幕下40枚目 3–4           | 西幕下48枚目 3–4          | 東幕下57枚目 4–3            | 東幕下48枚目 休場 0–0–7 | 西三段目28枚目 休場 0–0–7   |
| 2019年 （平成31年 /令和元年） | 西三段目89枚目 休場 0–0–7 | 西序二段49枚目 休場 0–0–7  | 西序ノ口7枚目 休場 0–0–7  | （番付外）                  | 番付外 引退 0–0–0       | x                           |
| 各欄の数字は、「勝ち-負け-休場」を示す。 優勝 引退 休場 十両 幕下 三賞：敢=敢闘賞、殊=殊勲賞、技=技能賞 その他：★=金星 番付階級：幕内 - 十両 - 幕下 - 三段目 - 序二段 - 序ノ口 幕内序列：横綱 - 大関 - 関脇 - 小結 - 前頭（「#数字」は各位内の序列） |                           |                            |                           |                             |                         |                             |